# Roháčská dolina
Roháčská dolina je západotatranské údolí. Protéká jim Studený potok.
Vede zde asfaltová silnice a červeně značená turistická značka ze Zuberce až k Ťatliakovu plesu. V jeho dolní části se nachází známé rekreační středisko Zverovka, kde se nalézá i nejníže položené pleso v Tatrách, pleso pod Zverovkou (983 m n. m.). V závěru údolí leží pět Roháčských ples.